# Гроссман, Леонид Петрович
Леонид Петрович Гроссман (12 [24] января 1888, Одесса, Херсонская губерния, Российская империя — 15 декабря 1965, Москва, СССР) — русский советский литературовед, писатель; доктор филологических наук, профессор.

## Биография
Родился в семье врача. Закончил Ришельевскую гимназию с серебряной медалью (1904), один год состоял студентом Сорбонны в Париже. В 1911 окончил юридический факультет Новороссийского университета в Одессе, там же начал преподавательскую деятельность. В 1918 — участник литературного кружка «Среда» при Одесском литературном художественном обществе.
С 1921 преподавал в Московском Литературно-художественном институте им. Брюсова; позднее работал учёным секретарём литературной секции ГАХН, в литературно-художественном отделе Госиздата, затем снова преподавал в различных педагогических институтах Москвы. В 1940 году защитил кандидатскую диссертацию по теме «Бальзак в России» (по итогам защиты присвоена степень доктора наук).
В 1948 попал в число учёных, которых обвиняли в космополитизме.
Для серии «Жизнь замечательных людей» написал биографии А. С. Пушкина и Достоевского.

Взгляд Гроссмана обращён на трагические события в жизни писателей, это — дуэль Пушкина, помилование Достоевского на эшафоте и переживание казни Млодецкого Гаршиным, путь которого лежит через безумие к самоубийству. Гроссман умел написать об этом наглядно, психологически точно и захватывающе.
— Вольфганг Казак
Похоронен на Введенском кладбище в Москве.

## Сочинения
Библиография изданных работ Л. П. Гроссмана содержит 362 названия.
- Собрание сочинений в 5 томах. М.: Современные проблемы, 1928.

Художественные произведения
- Плеяда. Цикл сонетов, Одесса, 1919; М., 1922
- Вторник у Каролины Павловой. Одесса, 1919; М.,1922
- Портрет Манон Леско. Одесса, 1919; М., 1922
- Исповедь одного еврея. М., 1924
- Записки Д’Аршиака. Харьков, 1930; М.: Федерация, 1931; М.: Т-во писателей, 1933
- Апрельские бунтари. М., 1931
- Рулетенбург, Повесть о Достоевском. М.: Госиздат художественной литературы, 1932.
- Достоевский за рулеткой. Рига, 1932
- Бархатный диктатор. М.: Товарищество писателей, 1933
- Карьера д’Антеса. М., 1935
- Записки д’Аршиака. Пушкин в театральных креслах. М.: Худож. литература, 1990. — 464 с., 500 000 экз.
- Записки д’Аршиака. — М.: Терра, 1997. — То же. — Москва: Вече, 2018. — 351 с.: ил. — (Пушкинская библиотека). ISBN 978-5-4484-0043-8

Биографии
- Пушкин. — М.: Молодая гвардия — Серия: Жизнь замечательных людей; выпуск 150—152. 1939. — 648 с. (2-е изд. выпуск 254. 1958. — 528 с.; 3-е изд. 1960. — 528 с.)
- Лесков Н. С.: Жизнь-Творчество-Поэтика. — М.: ОГИЗ, Гослитиздат. 1945, тираж 10 000, — 320 с.
- Достоевский. — М.: Молодая гвардия — Серия: Жизнь замечательных людей; выпуск 357. 1962. — 543 с. (2-е изд., испр. и доп. 1965. — 608 с.)
- Алиса Коонен. Очерк сценической деятельности. М.-Л.: Academia, 1930

Литературоведение и критика
- Библиотека Достоевского. По неизданным материалам. С приложением каталога библиотеки Достоевского. Одесса, 1919.
- Семинарий по Достоевскому. Материалы, библиография и комментарии. М.-Пгр.: ГИЗ,1922
- Три современника. М., 1922
- Этюды о Пушкине. М.: изд. Л. Френкеля, 1923, 118 с., 2 000 экз.
- Театр Тургенева. П., 1924
- Путь Достоевского. П., 1924
- Поэтика Достоевского. М.: ГАХН, 1925
- От Пушкина до Блока. М., 1926
- Гроссман Л. П., Полонский В. П. Спор о Бакунине и Достоевском / Статьи Л. П. Гроссмана и Вяч. Полонского. — Л.: ГИЗ, 1926. — 215 с.
- Крепостные поэты. М., 1926
- Пушкин в театральных креслах. М., 1926
- Борьба за стиль. Опыты по критике и поэтике. М.: Никитинские субботники, 1927. 338 с.; 2-е изд. М., 1929
- Трагедия-буфф «Ревизор» у Мейерхольда // Гоголь и Мейерхольд: Сборник литературно-исследовательской ассоциации ЦДРП. М.: Никитинские субботники, 1927.
- Преступление Сухово-Кобылина. Л.: Прибой, 1927; 2-е изд., доп. Л., 1928.
- Вокруг Пушкина. М., 1928
- Казнь Достоевского. М., 1928
- Цех пера. Статьи о литературе. — М.: Федерация, 1930. — То же: Эссеистика / [Предисл. Д. П. Бак]. — М.: Аграф, 2000. — 557 с. — (Литературная мастерская). ISBN 5-7784-0139-4
- Жизнь и труды Ф. М. Достоевского. Биография в датах и документах. М.-Л.: Academia, 1935
- Театр Сухово-Кобылина. М.-Л.: ВТО, 1940
- Николай Семенович Лесков. М., 1956
- Нераскрытое убийство. Чем мешала Александру Сухово-Кобылину Луиза Деманш. — М.: Эксмо, Алгоритм, 2008. — 288 с. ISBN 978-5-699-29187-8
- Достоевский — реакционер. — М.: Common place, 2015. — 140 с.